# Ovabunda benayahui
Ovabunda benayahui is een zachte koraalsoort uit de familie Xeniidae. De koraalsoort komt uit het geslacht Ovabunda. Ovabunda benayahui werd in 1995 voor het eerst wetenschappelijk beschreven door Reinicke. 